# Fédération des cercles ouvriers catholiques belges
La Fédération des cercles ouvriers catholiques belges, renommée  Fédération des sociétés ouvrières catholiques belges en 1868, est une association politique belge fondée par des juristes et industriels en octobre 1867. 

## Origines
Dans les années 1840, le temps n’est plus propice aux catholiques en Belgique. Un fossé se créé désormais entre l’opposition, le parti libéral, et les catholiques qui n’arrivent pas à combler leurs lacunes. Avec la mise en place d’un programme politique concis et d’un organe de propagande, les libéraux ont réussi à donner un nouvel air à l’environnement politique du XIXe siècle. La fondation du parti libéral va obliger les catholiques à améliorer leur organisation, longtemps basée sur des notables et à rompre, partiellement, avec l’emprise des ecclésiastiques. Dès la fondation du parti libéral, les catholiques savent qu’ils doivent prêter une attention particulière à la masse populaire et favoriser la création d’organes locaux.  
Dans cette période de conflits et de tensions, les congrès catholiques de Malines vont voir le jour grâce à Édouard Ducpétiaux qui souhaite améliorer les relations entre les catholiques libéraux et les ultramontains.   
La Fédération des cercles ouvriers catholiques belges verra le jour à l’issue de ces congrès catholiques de Malines de 1863, 1864 et 1867 qui joueront un rôle de protagoniste dans la structure du mouvement catholique et dans l'émergence de la presse. Alors que la presse n’était pas maîtrisée par les catholiques, les congrès de Malines vont permettre l’émergence de journaux tels que le Journal de Bruxelles qui toucheront un public plus diversifié qu’autrefois. Mais cela ne s’arrête pas là, ces congrès vont mettre en exergue les différents conflits entre ultramontains et constitutionnels et vont les réunir.
Grâce aux congrès de Malines, de nombreux cercles catholiques vont voir le jour dont la Fédération des cercles ouvriers catholiques belges en 1867. Celle-ci regroupera trois œuvres sociales, mais sera vouée à s’accroitre au fil du temps et à en intégrer de nouvelles prônant « la justice sociale, l’antimilitarisme, la coopérative de consommation, etc. ».

## Idéologies politiques
La Fédération va rassembler tout un ensemble d’œuvres ouvrières dans lesquelles les préoccupations sociales sont laissées au second plan. Ces types d’œuvres qui adhèrent à la Fédération sont notamment les œuvres de patronage (93), des cercles ouvriers (59), des œuvres morales et éducatives (21) ou encore les écoles ouvrières, etc. La mission principale de la Fédération des cercles ouvriers catholiques belges est de « créer, stimuler, guider un « mouvement ouvrier catholique » fortement moral, éducatif et anti-révolutionnaire ». En effet, cette dernière tend à coordonner et stimuler les œuvres ouvrières qui se soucient du bien-être moral, éducatif et matériel des ouvriers. Dans cette fédération, on plaide en faveur d’une meilleure justice sociale, d’un antimilitarisme, d’une mutualité, de caisses d’épargne et on veut également mettre en place une presse des ouvriers. Cette presse ne sera pourtant pas acceptée, car elle ira à l'encontre des idées des défenseurs des « intérêts des feuilles locales ». Cependant, la Fédération va se concentrer à développer la presse populaire catholique en contribuant au journal Ouvrier belge. Organe des vrais intérêts du travailleurs. 
Elle veut donc d’abord préserver la protection morale et religieuse des ouvriers, « guider le mouvement démocrate-chrétien », permettre à ceux-ci d'avoir une aide pour un temps indéfini en cas de maladie et donc améliorer leurs conditions de vie, améliorer leur position dans la société et  « pourvoir dans la mesure convenable à l’indépendance de leur sort ». Ils vont, dès lors, mettre en place des congrès (pas moins de 32) où se réunissent les « hommes d’œuvres » et la Fédération publiera une seule revue mensuelle intitulée L'Économie chrétienne (1869-1878). Cette revue consiste à informer utilement les sociétés ouvrières qui prennent part à la Fédération ainsi qu'aux membres qui adhèrent de manière individuelle. Elle laissera cependant sa place à L'économiste catholique en 1880 (jusque 1891, fin de la Fédération) qui aura une tendance très religieuse et morale. 

## Évolution

### 1868: Changement de nom: Fédération des sociétés ouvrières catholiques belges
Lors du premier grand congrès en 1868, la Fédération des œuvres ouvrières (nom provisoire) est rebaptisée « La Fédération des sociétés ouvrières catholiques belges ». Ce premier congrès a confirmé les motivations de la Fédération qui visent à coordonner et dynamiser les œuvres ouvrières qui se préoccupent du bien-être moral, éducatif et matériel de la classe ouvrière.

### 1871: La réaction ultramontaine
Assez vite un groupe démocratique se manifeste au sein de la Fédération. Ce groupe principalement constitué par Gustave de Jaer, est assez critique envers les tendances plutôt paternalistes de la Fédération et promeut ainsi la justice sociale. Il veut plus de démocratie au sein des œuvres populaires et développer ainsi une meilleure émancipation de la classe ouvrière. Ce groupe est dès lors considéré comme une branche du courant démocratique en Belgique. Le groupe insiste ainsi surtout sur la cogérance des associations ouvrières par les travailleurs, sur le droit de vote aux élections, etc. En 1871-1872 le groupe s’affirme encore plus et plaide pour des éléments comme le repos dominical, une limitation de la durée du travail, le paiement du salaire en espèces…
Toutes ces discussions autour de ce programme démocratique ne plaisent pas forcément à tout le monde. Les ultramontains ne sont pas d’accord et la plus grande réaction vient d’un jeune ingénieur-architecte, Arthur Verhaegen. D’après lui, il ne faut pas privilégier une action démocratique mais il faut avant tout privilégier les dimensions morales et religieuses et ainsi christianiser la vie sociale. Il publie notamment en 1878 une brochure dans laquelle il critique fortement le parti catholique de droite et entre autres certains articles de la Constitution comme la liberté d’association. Une meilleure condition de travail promue par le groupe démocratique n’est donc pas dans l’esprit des ultramontains. Au cours des années, le groupe ultramontain gagne du terrain et continue ainsi sa lutte pour la rechristianisation de la société. Elle fait cela par exemple via des pièces de théâtre choisies pour leurs valeurs éducatives et morales où l’entracte est utilisée pour des petites conférences à caractère religieux.

### 1920: Fédération internationale des mouvements ouvriers catholiques
Depuis sa création, le mouvement ouvrier chrétien belge s’est toujours intéressé aux relations internationales. En 1920, la Fédération des ligues ouvrières reçoit une proposition des démocrates-chrétiens néerlandais et italiens souhaitant fonder une Internationale. Créée en 1928, cette Internationale ne connait cependant qu’une courte existence à cause du mouvement ouvrier allemand et de la progression du fascisme dans d’autres pays. C’est après la Seconde Guerre mondiale que différents pays veulent accentuer l’action sociale en créant une Internationale. En 1948 nait ainsi l’Association internationale sociale chrétienne (AISC) conciliant des délégués de Belgique, d’Allemagne, d’Angleterre, de France, d’Italie, des Pays-Bas, d’Autriche et de Suisse qui deviendra  La Fédération internationale des mouvements ouvriers catholiques. L’AISC souhaite ainsi, en reconstruisant une Europe catholique, s’occuper des différents problèmes économiques, sociaux, culturels et politiques au lendemain de la deuxième guerre mondiale. 

### Aujourd'hui: La Jeunesse ouvrière chrétienne
La Jeunesse ouvrière chrétienne (JOC), fondée en 1924 par l'abbé Joseph Cardijn, est en quelque sorte le prolongement de la Fédération des cercles ouvriers catholiques belges chez les jeunes. Elle veut répondre aux nécessités matérielles, religieuses et morales de jeunes travailleurs. Elle se bat pour une démocratie plus juste et solidaire en faisant des jeunes des acteurs importants dans ce changement. Ainsi, elle rassemble des jeunes de milieux populaires et les aide à mener des actions collectives de changement contre par exemple le chômage, les logements précaires, la discrimination, etc. Même au niveau international, la JOCI mène une campagne d'action pour la protection sociale. 

## Personnalités marquantes

### Edmond de Grand'Ry (1845–1905)
Edmond de Grand’Ry était un industriel provenant de Verviers mais également le président de la Fédération en tant que telle. Il a été nommé président le 27 décembre 1867 lorsque les différents chefs des cercles ouvriers et de patronages de Belgique se sont réunis pour fonder la Fédération ouvrière. 

### Pierre Limbourg (1843–1912)
Pierre Limbourg, originaire de Verviers et publiciste à l'origine, a fondé avec d’autres la Fédération des cercles ouvriers catholiques belges et en est devenu le secrétaire.

### Gustave de Jaer (1808–1881)
Gustave de Jaer est un chef d’entreprise à Saint-Nicolas-Waas. Longtemps impliqué dans la vie politique, cet homme a souvent été confronté aux réactions conservatrices. En effet, il défend des idéologies progressistes telles que la réduction du temps de travail, la répression des abus patronaux, la protection du travail des femmes et des jeunes.

### Arthur Verhaegen (1847–1917)
Arthur Verhaegen était un ingénieur et homme politique. Connu pour ses écrits virulents, il plaide pour un catholicisme social et défend les classes ouvrières et défavorisées. 

### Charles Verbecke (1833–1889)
Charles Verbecke, vice-président en 1881 et président intérimaire en 1887 de la Fédération des œuvres ouvrières, il promeut les principes d’une économie chrétienne.  

## Liste des Présidents
| N° | Nom                         | Début du Mandat | Fin du Mandat |
| -- | --------------------------- | --------------- | ------------- |
| 1. | Edmond de Grand'Ry          | 1867            | 1868          |
| 2. | Urbain Massalski            | 1868            | 1871          |
| 3  | Clement Bivort de la Saudée | 1871            | 1875          |
| 4. | Eugène de Caraman-Chimay    | 1876            | 1881          |
| 5. | René Moretus de Bouchout    | 1881            | 1887          |
| 6. | Charles Verbeke             | 1887            | 1889          |